# برایان تالبوت
برایان تالبوت (به انگلیسی: Brian Talbot) بازیکن فوتبال زادهٔ ۲۱ ژوئیه ۱۹۵۳ اهل کشور انگلستان بود که سابقهٔ بازی در تیم ملی فوتبال انگلستان را در کارنامهٔ خود دارد. وی در تاریخ ۲۸ مه ۱۹۷۷ نخستین بازی ملی خود را در مقابل تیم ملی فوتبال ایرلند شمالی انجام داد و با حضور در ۶ بازی ملی، در تاریخ ۳۱ مه ۱۹۸۰ واپسین بازی ملی‌اش را در برابر تیم ملی فوتبال استرالیا برگزار کرد.